# Apocynum floribundum
Apocynum floribundum là một loài thực vật có hoa trong họ La bố ma. Loài này được Greene mô tả khoa học đầu tiên năm 1893.